# Jimmy Zakazaka
Jimmy Zakazaka (Lilongué, 27 de dezembro de 1984) é um futebolista malauiano que atua como atacante.

## Carreira
Jimmy Zakazaka representou o elenco da Seleção Malauiana de Futebol no Campeonato Africano das Nações de 2010.